# John Bevan (ufficiale del British Army)
John Henry Bevan (Londra, 5 aprile 1894 – Londra, 3 dicembre 1978) è stato un militare britannico, ufficiale del British Army che, durante la seconda guerra mondiale, diede un importante contributo all'inganno militare, principalmente nell'Operazione Bodyguard (il piano di inganno per coprire lo sbarco in Normandia durante il D-Day). Nella vita civile era un agente di cambio nell'azienda di suo padre.

## Biografia
Bevan aveva un'educazione di classe superiore, che includeva Eton e Oxford. Durante la prima guerra mondiale combatté inizialmente con l'Hertfordshire Regiment in Francia e in seguito cominciò a fare studi di intelligence. Il suo ultimo lavoro fu notato dai capi militari, fra cui Winston Churchill. Bevan rimase nell'esercito per un po' fi tempo dopo la fine della guerra e poi cominciò la carriera di agente di cambio. Entrò a far parte dell'azienda del padre, si sposò e si costruì l'immagine di onesto uomo d'affari.
Quando scoppiò la seconda guerra mondiale Bevan fu richiamato nell'esercito e nominato ufficiale dello staff durante le prime campagne in Norvegia. Nel 1941 fu mandato alla London Controlling Section (LCS), un dipartimento creato per sovrintendere ai piani di inganno per gli Alleati. Oliver Stanly, precedente capo dell'LCS, stava ritornando in politica e quindi il comando dell'unità fu dato a Bevan.

## Ascendenza
|                                     |                                |                                     | Genitori                    |  |  | Nonni |  |  | Bisnonni    |  |  | Trisnonni          |  |
|                                     |                                |                                     |                             |  |  |       |  |  | David Bevan |  |  | Silvanus Bevan III |  |
|                                     |                                |                                     |                             |  |  |       |  |  | David Bevan |  |  | Silvanus Bevan III |  |
|                                     |                                | Louisa Kendall                      |                             |  |  |       |  |  | David Bevan |  |  |                    |  |
| Richard Lee Bevan                   |                                |                                     |                             |  |  |       |  |  | David Bevan |  |  |                    |  |
|                                     |                                | Favell Bourke Lee                   | Robert Cooper Lee           |  |  |       |  |  |             |  |  |                    |  |
|                                     |                                | Favell Bourke Lee                   | Robert Cooper Lee           |  |  |       |  |  |             |  |  |                    |  |
|                                     |                                | Favell Bourke Lee                   | Priscilla Kelly             |  |  |       |  |  |             |  |  |                    |  |
| David Augustus Bevan                |                                | Favell Bourke Lee                   |                             |  |  |       |  |  |             |  |  |                    |  |
|                                     |                                | Loraine Loraine-Smith               | Charles Loraine-Smith       |  |  |       |  |  |             |  |  |                    |  |
|                                     |                                | Loraine Loraine-Smith               | Charles Loraine-Smith       |  |  |       |  |  |             |  |  |                    |  |
|                                     |                                | Loraine Loraine-Smith               | Elizabeth Anne Skrine       |  |  |       |  |  |             |  |  |                    |  |
| Isabella Judith Maria Loraine-Smith |                                | Loraine Loraine-Smith               |                             |  |  |       |  |  |             |  |  |                    |  |
|                                     |                                | Isabella Charlotte Loraine          | Lambton Loraine             |  |  |       |  |  |             |  |  |                    |  |
|                                     |                                | Isabella Charlotte Loraine          | Lambton Loraine             |  |  |       |  |  |             |  |  |                    |  |
|                                     |                                | Isabella Charlotte Loraine          | Isabella Allgood            |  |  |       |  |  |             |  |  |                    |  |
| John Bevan                          |                                | Isabella Charlotte Loraine          |                             |  |  |       |  |  |             |  |  |                    |  |
|                                     | Henry Trevor, XXI barone Dacre | Thomas Brand                        |                             |  |  |       |  |  |             |  |  |                    |  |
|                                     | Henry Trevor, XXI barone Dacre | Thomas Brand                        |                             |  |  |       |  |  |             |  |  |                    |  |
|                                     | Henry Trevor, XXI barone Dacre | Gertrude Roper, XIX baronessa Dacre |                             |  |  |       |  |  |             |  |  |                    |  |
| Henry Brand, I visconte Hampden     | Henry Trevor, XXI barone Dacre |                                     |                             |  |  |       |  |  |             |  |  |                    |  |
|                                     |                                | Pyne Crosbie                        | Maurice Crosbie             |  |  |       |  |  |             |  |  |                    |  |
|                                     |                                | Pyne Crosbie                        | Maurice Crosbie             |  |  |       |  |  |             |  |  |                    |  |
|                                     |                                | Pyne Crosbie                        | Pyne Cavendish              |  |  |       |  |  |             |  |  |                    |  |
| Maud Elizabeth Brand                |                                | Pyne Crosbie                        |                             |  |  |       |  |  |             |  |  |                    |  |
|                                     |                                | Robert Ellice                       | Alexander Ellice            |  |  |       |  |  |             |  |  |                    |  |
|                                     |                                | Robert Ellice                       | Alexander Ellice            |  |  |       |  |  |             |  |  |                    |  |
|                                     |                                | Robert Ellice                       | Ann Russell                 |  |  |       |  |  |             |  |  |                    |  |
| Eliza Ellice                        |                                | Robert Ellice                       |                             |  |  |       |  |  |             |  |  |                    |  |
|                                     |                                | Eliza Courtney                      | Charles Grey, II conte Grey |  |  |       |  |  |             |  |  |                    |  |
|                                     |                                | Eliza Courtney                      | Charles Grey, II conte Grey |  |  |       |  |  |             |  |  |                    |  |
|                                     |                                | Eliza Courtney                      | Georgiana Spencer           |  |  |       |  |  |             |  |  |                    |  |
|                                     |                                | Eliza Courtney                      |                             |  |  |       |  |  |             |  |  |                    |  |